# Turok 2: Seeds of Evil
Turok 2: Seeds of Evil ( Violence Killer - Turok New Generation no japão) é um jogo desenvolvido para Nintendo 64 e Windows pela Iguana Entertainment e publicado pela Acclaim Entertainment. Jogado em primeira pessoa, foi lançado em 1998 como a sequência direta de Turok: Dinosaur Hunter. O jogador entra novamente na pele do personagem Turok e terá de enfrentar novos desafios em fases sombrias e perigosas.

## História
Quando Turok derrotou Campaigner e Chronoscepter, ele inconscientemente despertou uma criatura ainda mais maléfica: o Primagen, um ser antigo que no início dos tempos desafiara a própria criação, mas que fora capturado em uma prisão de sua própria forma. Desperto pela destruição do Chronoscepter, o velho Primagen urgentemente convoca seus miseráveis servos para destruírem os totens de energia (os quais impediam que o vilão se libertasse totalmente). Agora Joshua Firessed (O Novo Turok), terá de encarar o desafio de derrotar Primagen e garantir não somente a existência da Terra, mas também do Universo.

## Inimigos
Aqui está uma pequena amostra das criaturas a serem derrotadas pelo Turok:
- Hunters: Criados para serem caçadores répteis, os Hunters também são usados como "ferramenta" de Morte e Terror. Constituídos de poderosos músculos e estruturas, podem saltar grandes distâncias, sendo extremamente mortais.

- The Endtrails: Descendentes dos poderosos Tiranossauros Rex, os Entrails são gigantes, sem a menor piedade e dotados de grande habilidade em batalha. Eles são da elite das tropas Dinossoid, atacam normalmente com cargas de energia quando estão a certa distância e com a garras quando próximos.

- Sentinels: Apesar de terem pouca permanência com sua raça, os Sentinels são responsáveis por quase toda a morte e destruição associadas aos comedores de carne.

- Soldiers: Fortes animais blindados, pertencente a colônia Mantid. Gigantescos, rápidos e extremamente perigosos.

- The Blind Ones: Vivem debaixo da terra num labirinto construído de cavernas e túneis, como seus parentes distantes, os comedores de carne. Os Blind Ones também possuem apetite a carne fresca. Séculos de existência sem a presença de luz solar fizeram com que essas criaturas perdessem a visão, do mesmo modo que adquiriram um apurado sentido de olfato.

- Deadmen: Os Deadmens são mais do que meramente cadáveres apodrecidos. Apesar do alto estado de decomposição dos corpos, eles podem ser ligeiros e muito perigosos.

- The War Clubs: Esses seres dão apoio às tropas Purr-Linn. Raramente estão armados, mas apesar de tudo são perigosos.

- Trooper: Monstruoso humanoide de uma mistura de carne e metal. É praticamente impossível dizer que espécie de criaturas já foram. São fortemente armados, com poderosas baionetas atadas em seu corpo ou pistolas a laser. São mortais.

## Armas
Existe boa variedade de armas no Turok 2: Seeds of the Evil. Embora se inicia o jogo com armas básicas de mão (como a Garra), conforme a progressão se encontra armas mais aprimoradas e poderosas, além de munição. Há diferentes armas disponíveis, dependendo da localização do próprio Turok (embaixo d'água, cavalgando ou a pé).

### Armas primárias
As armas primárias são aquelas em que o Turok utiliza em terra (com exceção da Garra e da Lâmina de Guerra, que também podem ser usadas na água).
- Flare - Antes acender uma chama do que andar na escuridão. Seus usos são ilimitados, porém, precisa ser recarregada.

- Talon - Uma arma básica de curto alcance, bastante eficiente nas mãos do Turok. Uma incrível combinação de lâminas.

- War Blade - A mais mortal arma para combates corpo a corpo. Devido a seu tamanho e força de golpe, consegue realizar mais estragos do que a Garra. Esse arco básico dispara flechas padrões, sendo a primeira arma de distância de Turok.

- Tek Bow - Nenhum Turok estaria completo sem ela. Esta arma dispara flechas-padrão, assim como as mortais Tek Arrows.

- MM Pistol - A arma de fogo inicial do jogo. É capaz de disparos semi-automáticos, não sendo útil frente a grandes oponentes.

- Mag 60 - Uma pistola bem eficiente, comparada a MM Pistol.

- Tranquilizer Gun - A arma tranquilizante. Dispõe uma maneira eficaz (não sendo mortal) para deter inimigos temporariamente.

- Charge Dart Rifle - Aprimoramento da Tranq Gun, bem mais eficaz frente a muitos inimigos. Suas flechas são eletrificadas e atingem o alvo em alta velocidade.

- Assault Rifle (Apenas no Modo Multiplayer) - É uma arma leve, porém letal, oferecendo bom poder de "barragem" ao Modo Death Match.

- Shotgun - Trata-se de uma poderosa arma, mas com uma velocidade de disparo lenta. Útil em momentos de curta distância.

- The Shredder - Um recurso feio no meio de defesa. Ela lança ciclos que podem saltar ao redor das extremidades.

- Plasma Rifle - Está versão altamente tecnológica do Assault Rifle realiza disparos de plasma perseguidores.

- Firestorm Cannon - Cria uma literal chuva de fogo, podendo despedaçar até o mais brutal dos inimigos.

- Sunfire Pods - Uma arma mística inventada pelos anciões, quando usada em locais escuros. Explode com um brilhante flash, cegando temporariamente qualquer inimigo que esteja em sua área de alcance.

- Cerebral Bore - Indecente e particular tecnologia alienígena, dispara um projétil que entra no cérebro do inimigo e drena todo o seu fluido. Não sendo de muita eficácia para oponentes não muito inteligentes, contudo.

- Proximity Fragmentation Mine Layer (ou P.F.M)- As Minas de Proximidades são lançadas de um disparador especial, funcionando na presença de um inimigo que se aproxime muito. Quando acionada, a luz indicativa que até então era verde torna-se vermelha e então se lança no ar antes da detonação, expelindo uma cortina cheia de estilhaços de projéteis.

- Grenade Launcher - Cada explosão afeta uma área ao redor, incluindo o jogador, caso esteja muito próximo.

- Scorpion Missile Launcher - Dispara uma barragem de pequenos, mas letais misseis.

- Flame Thrower - Um versátil e letal lança-chamas.

- The Nuke - Trata-se da arma mais poderosa no arsenal do jogador.

### Armas aquáticas
São as armas que só podem ser usadas enquanto o Turok está debaixo d'água.
- Talon - É a arma aquática básica, assim como é na superfície.

- Harpoon Gun - Dispara um único projétil farpado em alta velocidade.

- Concussion Torpedos - São pequenas, porém, bastante eficazes granadas debaixo d'água. Disparadas de um lançador especial, essas cargas podem ser letais para os inimigos, da mesma forma que para o próprio Turok.

### Armas Styracosaurus
Uma poderosa montaria e máquina de guerra, utilizada pelo Turok na fase "Rio das Almas".
Vinda equipada com:
- 20 MM Cannon - Apesar da velocidade de tiro dessa arma ser baixa, ela pode "estilhaçar" em pedaços até o mais brutal dos inimigos.

- Artillery - A Styracossauros ainda é equipada com uma poderosa bateria de artilharia, que dispara explosivamente.

## Requisitos mínimos
- Pentium 200 MHz
- 64 Mb RAM
- Windows 95/98 ou XP
- Drive de CD ROM de 16X
- Placa de som compatível com DirectX